# Mecistogaster martinezi
Mecistogaster martinezi là loài chuồn chuồn trong họ Pseudostigmatidae. Loài này được Machado mô tả khoa học đầu tiên năm 1985.